# Expediciones de Pérdicas II de Macedonia contra los lincestas

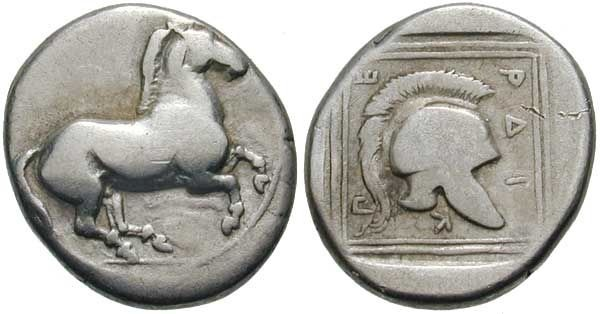
Un estatero de plata de Pérdicas II.

Las expediciones de Pérdicas II de Macedonia contra los lincestas fueron campañas militares recogidas por el historiador ateniense Tucídides en su obra Historia de la guerra del Peloponeso (431 a. C.).

## Introducción
El texto es un extracto de la obra de Tucídides, Historia de la guerra del Peloponeso, en la que dice relatar las expediciones de Pérdicas II, rey de Macedonia y Brásidas, general espartano, contra los lincestas, un pueblo que habitaba el oeste de Botiea. Tucídides fue un autor griego que participó personalmente en la guerra del Peloponeso (por lo tanto es un historiador contemporáneo), que organizó el ejército ateniense en una batalla con la que pretendía evitar la toma de Anfípolis (Tracia) por el ejército espartano de Brásidas, siendo derrotado en el intento, lo que le valdrá ser condenado al exilio hasta el final de la guerra. Dividida en ocho libros, la historia está incompleta. Se le considera un historiador bastante fiable, ya que concede gran importancia a la exactitud y razonabilidad de sus observaciones. Aquí encontramos diversas anotaciones sobre la traición de los lincestas y su enfrentamiento con el genio militar de Brásidas. Parece que la revuelta de los lincestas contra el Rey de Macedonia fue superior en gran parte a lo que habían pensado en Atenas al alentarla, ya que lo que pretendían era implantar colonias en la región del río Estrimón, como Anfípolis. La cuestión que persiste es: ¿Cómo las dos partes aliadas, haciendo suceder traición y venganza, no rompieron sus alianzas?

## La traición de Brásidas
Aliado con Brásidas, Pérdicas II partió a la campaña contra Arrabeo (83-1, verso 424). Solo Brásidas, presumiblemente deseoso de privilegiar los intereses espartanos a costa de sus aliados los macedonios, marchó a la frontera lincesta con el objetivo de parlamentar con Arrabeo para intentar convencerlos para que se unieran a la Liga del Peloponeso (83-2). Los macedonios enviaron una embajada a Esparta para sugerir que estaban dispuestos a aliarse con los pueblos de su región y formar una entente cordial con Arrabeo bajo la égida espartana (83-3, 83-4). Sin embargo, la intención de Pérdicas no era así en lo que respecta a los lincestas, razón por la cual argumentó que si la mitad de los gastos del ejército de Brásidas corrían por su cuenta, abandonaría la alianza (83-5). No obstante, Brásidas retiró sus tropas mientras que los calcídicos hicieron como si nada fuera con ellos, por lo que Pérdicas tuvo que abandonar esta primera campaña contra los lincestas. En represalia, pero sin romper su alianza, Pérdicas II disminuyó su participación por vez tercera en los medios de subsistencia y víveres (83-6).

## La cobardía de las tropas de Pérdicas II

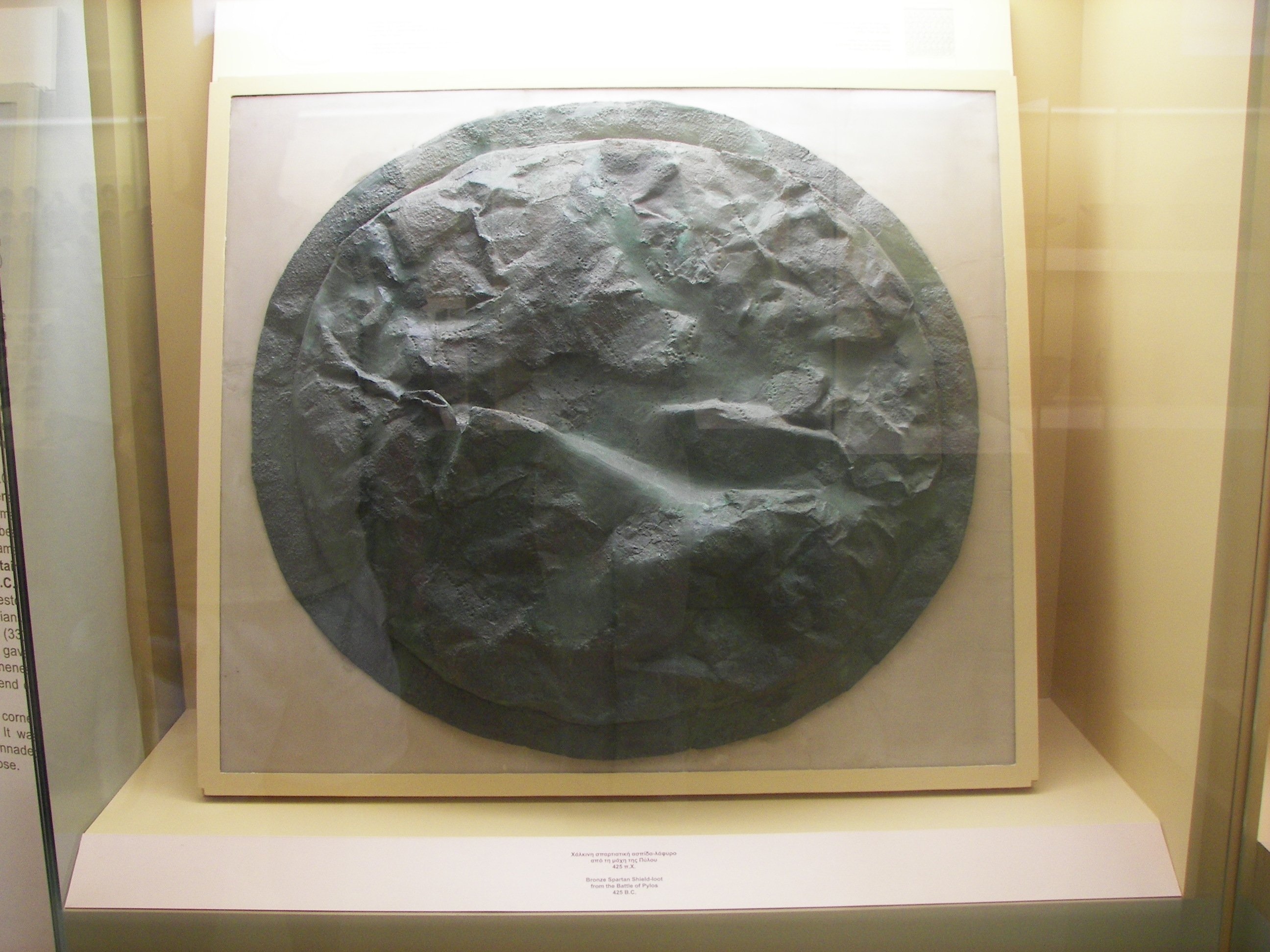
Escudo de bronce espartano del Museo del Ágora de Atenas.

Pérdicas II logró obtener una segunda ofensiva con ayuda de Esparta, ya que su ejército ha participado en la batalla de Anfípolis. De nuevo aliados contra Arrabeo, Brásidas y Pérdicas II se pusieron a la cabeza de casi 4000 hombres, un ejército compuesto de hoplitas y jinetes macedonios, tantos que numerosos bárbaros regresaron a Lincestis solo para unirse a la batalla (124-1, 124-2). Con la carga de hoplitas y la caballería macedonia, la victoria fue ganada mientras los lincestas huían hacia las montañas (124-3). Los macedonios se habían aliado con los ilirios, a los que habían contratado como mercenarios y que deberían haberse reunido con ellos, pero los ilirios los traicionaron. La fuga era necesaria, lo que hizo que aún no se pudiesen poner de acuerdo a la hora de la retirada. El ejército de Pérdicas comenzó a ponerse en marcha, dejando a Brásidas los ilirios (125-1). Brásidas, a solas con sus tropas, decidió retirarse sólo tras asestar un golpe al enemigo con sus trescientos soldados de élite. Los ilirios pensaron realmente que el espartano se retiraba y quedaron sorprendidos al darse cuenta del daño que les había causado. La retaguardia, bien establecida, causó graves daños al enemigo al simular la retirada (125-2, 125-3). Todos los ataques ilirios fueron rechazados y los espartanos continuaron su repliegue entre cada asalto. Una parte del ejército ilirio abandonó y se lanzó a la persecución de los macedonios, los demás esperaban que Brásidas regresara al reino de Pérdicas a través del collado de Banja, el único lugar por el que podía escapar (127-2). Afortunadamente para él y sus tropas, se dio cuenta de ello y pidió voluntarios que tomasen rápidamente la colina donde se preparaba la emboscada (128-1, 128-2). Controlando las alturas del desfiladero, pudo sin dificultad regresar a Macedonia, pues los ilirios se retiraron. En represalia por el abandono de Pérdicas, los soldados espartanos saquearon una parte del país, en especial la ciudad de Arnisa. El rey macedonio comenzó a partir de entonces maniobras de aproximación a Atenas.